# Galium microchiasma
Galium microchiasma är en måreväxtart som beskrevs av Alexander Gilli. Galium microchiasma ingår i släktet måror, och familjen måreväxter.
Artens utbredningsområde är Papua Nya Guinea. Inga underarter finns listade i Catalogue of Life.